# 运溪乡
运溪乡是中国陕西省安康市汉滨区下辖的一个乡。2011年，陕西省人民政府调整全省乡镇，梅子铺镇、运溪乡并入恒口镇。

## 行政区划
运溪乡下辖以下行政区：
三里村、冯湾村、钱山村、马安村、庙湾村、新合村、华州村、茨扒村、喻淌村、江山村、档湾村、付山村